# Вельо (коммуна)
Вельо (итал. Veglio) — коммуна в Италии, располагается в регионе Пьемонт, в провинции Бьелла.
Население составляет 659 человек (2008 г.), плотность населения составляет 110 чел./км². Занимает площадь 6 км². Почтовый индекс — 13050. Телефонный код — 015.
Покровителем коммуны почитается святой Иоанн Креститель, празднование 24 июня.

## Демография
Динамика населения:

## Администрация коммуны
- Официальный сайт: